# 税西恒
税西恒（1889年2月17日—1980年6月18日），又名税绍圣，男，四川泸县人，中国水力发电专家、政治人物，曾任九三学社中央委员会副主席，重庆市政协副主席。